# سراب ميله سر (مقاطعة إسلام آباد غرب)
سراب‌ميله‌سر (بالفارسية: سراب‌میله‌سر) هي قرية تقع في كرمانشاه في إيران. يقدر عدد سكانها بـ 326 نسمة بحسب إحصاء 2016.